# Лигонир (Индијана)
Лигонир (енгл. Ligonier) град је у америчкој савезној држави Индијана.

## Демографија
По попису из 2010. године број становника је 4.405, што је 48 (1,1%) становника више него 2000. године.
| Група             | 2000.         | 2010.         |
| Белци             | 2.859 (65,6%) | 2.066 (46,9%) |
| Афроамериканци    | 23 (0,5%)     | 16 (0,4%)     |
| Азијати           | 18 (0,4%)     | 21 (0,5%)     |
| Хиспаноамериканци | 1.451 (33,3%) | 2.270 (51,5%) |
| Укупно            | 4.357         | 4.405         |